# Альфа Страхування

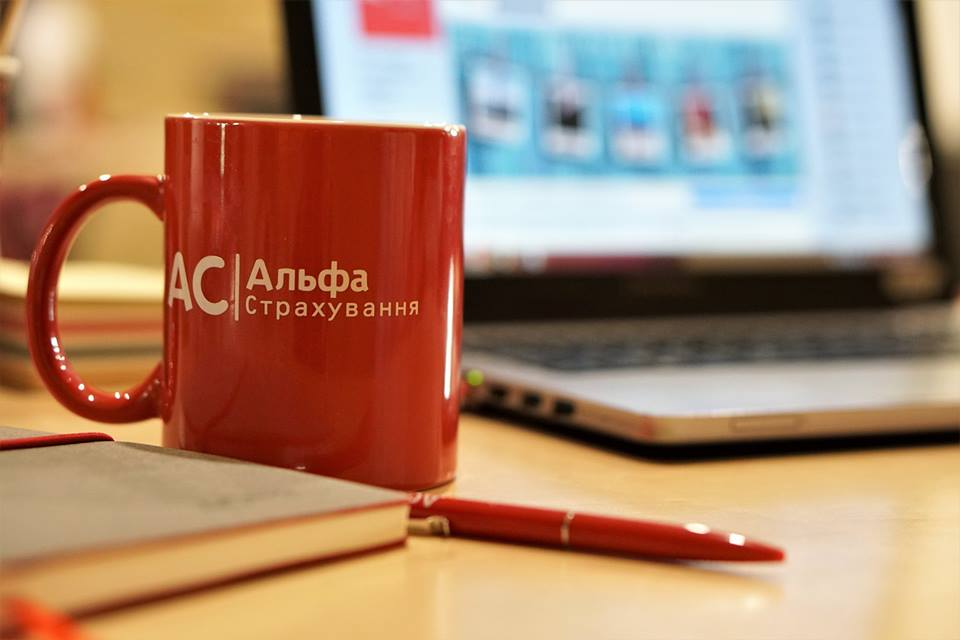

ПрАТ «СК Альфа Страхування» (Україна) — українська страхова компанія, що спеціалізується на страхуванні ризиків, зокрема, на медичному страхуванні.
Компанію створено в червні 2000 року. Входить до російської інвестиційної холдингової компанії ABH Holdings S.A. (ABHH) з офісом у Люксембурзі, основним власником якої є російський олігарх Михайло Фрідман.

## Історія
2000 року була заснована страхова компанія «Веста», яка того ж року отримала ліцензії на основні види страхування.
2003 року Веста стала правонаступником страхової компанії «Гарант-Фарм» і того ж року вона ввійшла до складу Ліги страхових організацій України.
2007 року у компанії «Веста» змінилися власники, а 2008 року її перейменували на страхову компанію «Альфа Страхування». Було відкрито регіональні структурні підрозділи у всіх обласних центрах України. За підсумками 2008 року СК «Альфа Страхування» увійшла до тридцятки найбільших на страховому ринку України.
2023 року у Компанії було анульовано всі ліцензії на здійснення страхової діяльності та виключено з Державного реєстру фінансових установ.